# Maguba Sîrtlanova
Maguba Guseinovna Sîrtlanova (în rusă Магуба Гусейновна Сыртланова; în tătară Мәгубә Хөсәен кызы Сыртланова; n. 15 iulie 1912, Belebei, gubernia Ufa⁠(d), Imperiul Rus – d. 1 octombrie 1971, Kazan, RSFS Rusă, URSS) a fost un locotenent major de aviație, comandantă a escadronului adjunct în Regimentul de Aviație de Noapte 46 de la Taman (denumit și „Vrăjitoarele nopții”) în timpul celui de al Doilea Război Mondial. La 15 mai 1946 a primit titlul de Erou al Uniunii Sovietice pentru că a realizat 780 de zboruri operative în timpul războiului. 

## Tinerețe
Născută pe 15 iulie 1912 la Belebei, Bașkortostan din Imperiului Rus, a absolvit școala de aviație Bașhalov în 1932 după care s-a alăturat unui club de aviatori din Tbilisi. După începerea celui de-al doilea război mondial, s-a înscris în armată în iulie 1941. Ea era de etnie tătară și o membră a Partidului Comunist al Uniunii Sovietice din 1941.

## Cariera militară
Sîrtlanova a fost trimisă pentru a lupta în război la 27 decembrie 1942 și a efectuat prima ei misiune pe data de 10 februarie 1943, ca parte a Regimentului Bombardier de Noapte 588, care a fost ulterior redenumită Regimentul de Aviație de Noapte 46 de la Taman. A realizat misiuni de bombardament în Caucazul de Nord, Belarus, Peninsula Taman, Crimeea, Polonia și Prusia. Până la sfârșitul războiului, ea a acumulat 928 de ore de zbor în luptă, a efectuat 780 de zboruri operative, a aruncat 190 de tone de bombe pe teritoriul inamic și a condus în siguranță avionul prin foc antiaerian și vreme rea. Datorită preciziei bombardamentelor sale, a reușit să distrugă două gări de cale ferată, două faruri de proiecție, trei unități de artilerie, patru mașini blindate, un depozit de combustibil și 85 de locuri de campare inamice. Pentru realizările sale militare, a primit premiul Erou al Uniunii Sovietice pe 15 mai 1946. 

## Distincții și viața după război
După cel de-al doilea război mondial, s-a retras din armată și a lucrat la o fabrică din Kazan între 1951 și 1962. Există o stradă care îi poartă numele în Kazan, precum și un monument și o sală de gimnastică.  A murit pe 1 octombrie 1971 și a fost îngropată în cimitirul Novo-Tatar Sloboda.

### Distincții
- Erou al Uniunii Sovietice[6]
- Ordinul Lenin[6]
- două ordine Steagul Roșu [7][8]
- Ordinul Războiului Patriotic clasa a II-a[9]
- Ordinul Steaua Roșie[10]
- diverse medalii de campanie și jubiliare

## Vezi și
- Listă de femei Eroi ai Uniunii Sovietice
- „Vrăjitoarele nopții”
- Marina Raskova
- Polikarpov Po-2